# Великая Нива (Тверская область)
Великая Нива — деревня в Западнодвинском районе Тверской области России. Входит в состав Ильинского сельского поселения.

## География
Деревня расположена в южной части района. Примыкает к деревне Аксентьево.
Расстояния (по автодорогам):
- До районного центра, города Западная Двина — 67 км
- До центра сельского поселения, посёлка Ильино — 17 км

## История
Деревня Великая Нива впервые упоминается на топографической карте Фёдора Шуберта, изданной в 1865 году.
На карте РККА, изданной в 1941 году обозначена деревня Великая Нива. Имела 19 дворов.
До 2005 года деревня входила в состав упразднённого в настоящее время Аксентьевского сельского округа.

## Население
| 2010 |
| ---- |
| 21   |

В 2002 году население деревни составляло 56 человек.
Национальный состав
Согласно результатам переписи 2002 года, в национальной структуре населения русские составляли 87 % от жителей.